# واقعیت درمانی
واقعیت درمانی (انگلیسی: Reality therapy) یک شیوه روان درمانی و مشاوره است. این سبک توسط ویلیام گلسر در سال ۱۹۶۰
توسعه یافت. راه‌های درمانی در این روش متفاوت از راه‌های روان پزشکی و روان کاوی و قواعدی که در آکادمی‌های پزشکی روان درمانی آموزش داده می‌شود است و به‌جای توجه به بیماری‌های روانی تمرکز دارد بر چیزی که گلسر آن را در سه واژه انگلیسی با سرنمون R خلاصه کرده: "Reality" واقع گرایی، "Responsibility" مسئولیت پذیری و "Right and wrong" تفکیک درست و غلط. مکتب واقعیت درمانی عنوان می‌کند که فرد، نه از یک بیماری بدنی روانی، که از شرایط انسانی، اجتماعی و جهانی رنج می‌برد.
با این توصیف عدم توفیق فرد در نیل به نیازهای اساسی شخص موجب می‌شود رفتارهای وی از هنجارهای تعریف شده فاصله گیرد. از آنجایی که نیازهای ضروری بخشی از زندگی حاضر فرد محسوب می‌شود، واقعیت درمانی خود را درگیر مسائل گذشته مراجع نمی‌کند. همچنین اصول این شیوه درمانی خود را درگیر مسائل مرتبط با ناخودآگاه نمی‌کند. واقعیت درمانی با اتکای به مشاوره و حل مسئله و با تمرکز بر زمان حالِ مراجعه‌کننده است و با پرداخت و آموزش حق انتخاب آینده ای بهتر برای مراجع سروکار دارد. در این شیوه درمانی مراجعه کنندگان به فهم این مسئله هدایت می‌شوند که واقعاً چه می‌خواهند و در شرایط حاضر چطور می‌توانند به‌طور صحیح در راستای رسیدن به این اهداف رفتار کنند. با استناد به توصیف گلسر، جامعه متخصصین روانشناسی به‌طور تاریخی باعجله و بی احتیاط سریعاً به مردم برچسب‌هایی نظیر بیمار یا دارای اختلال روانی زده و در این زمینه دقت و احتیاط را از دست داده.
واقعیت درمانی باور دارد اگر مشکلی سبب ناراحتی یک فرد شود، الزاماً همیشه ناشی از یک اختلال روانی نیست. بلکه ممکن است نشات گرفته از ناتوانی در ارضای نیازهای روانی وی باشد. واقعیت درمانی تلاش دارد تا مراجعه کننده را از رفتار جدا کند.

واقعیت درمانی ویلیام گلسر برای این هدف است که  به مراجع کمک کنیم ارزیابی کند کارهایی که انجام می‌دهد او را به آنچه ادعا می کند می‌خواهد، می رساند یا نه؟ اگر نه آیا با انجام کارها با روش های دیگر احتمال بیشتری برای موفقیت او وجود دارد؟
در جریان این فرایند، مراجع همچنین مهارت های بیشتری را در زمینه تفکر نقاد و منطقی به دست می آورد. هدف واقعیت درمانی به کار گیری یک فرمول یا طرح یک سری پرسش ها در جهت تغییر دادن فرد نیست. بلکه بیشتر یک خودسنجی و خودارزیابی است که به تهیه یک برنامه و طرح عملی می‌انجامد و شامل چهار جنبه کلیدی است: ۱. بررسی خواسته ها، ۲. بررسی رفتار کلی، ۳. دعوت به خودارزیابی و برنامه عملی.
نگاه گلاسر در آسیب شناسی روانی به فرد، نگاه مریضی یا نقص در رفتار نیست، نگاه او به فرد این است که وی از تواناییهای خود به درستی استفاده نمیکند تا به خودشکوفایی و کمال برسد. خود شکوفایی شامل رشد استعدادهای بالقوة انسان است. این نیاز، نیاز مادر میباشد چون همة نیازها سرانجام به خود شکوفایی ختم میشود، از ویژگیهای افراد خودشکوفا، دیدن واقعیات است همانگونه که هستند بدون قضاوت درباره آنها. شخص خود شکوفا به طور مداوم درحال تغییر و رشد است و میکوشد تمام تواناییهای بالقوة خود را شکوفا کند.
گلاسر همه آنچه را که در جنبش انسانگرایی وجود دارد، در نظریه خود با عقل و استدلال همراه میکند(کتاب واقعیت درمانی گلاسر ترجمه فاطمه شعیبی،به نقل از جعفرزاده،مریم،۱۴۰۲).